# Max Capa
Max Capa, pseudonimo di Nino Armando Ceretti (San Michele al Tagliamento, 1944 – Parigi, 20 novembre 2023), è stato un fumettista e editore italiano il cui nome è strettamente legato alla nascita del fumetto underground italiano, di cui fu uno dei fondatori nei primissimi anni '70.

## Biografia
Max Capa, nome d'arte di Nino Armando Ceretti, autore di Sballofumetti, è uno dei primi autori definito "underground", noto nei primi anni '70 quando in Italia ci sono i movimenti di contestazione e i giovani vengono definiti "alternativi". 
Ispirato al corrispettivo americano freak Robert Crumb, ma senza imitarlo nel segno grafico. 
Nel 1971, In Milano, dove vive e opera nella Comune del Guado fondata da Daniele Oppi, edita e realizza la sua propria fanzine, Puzz, e il suo primo personaggio, Folaga, grosso uccellaccio nero che parla con gli alberi. Al Guado sono presenti molte testimonianze del suo lavoro anche artistico puro (grafica d'arte e alcune pubblicazioni in tiratura limitata). 
Nel 1977, disegna Il morto è in tavola, firmandosi "Luca Catalina". Nello stesso periodo fonda le Edizioni Iguana con la quale produce testate come Provocazione, Apocalisse, Flashback, Il Passator Cortese. 
Per tutto il decennio degli anni Settanta realizza pagine, strisce e cartoons per fogli politici, fanzines e riviste varie: Ploff, Humor, Re Nudo, Fallo, Contro, Comics & Quiz, Horror, Urania, Autosprint, Pianeta, oltre a vari lavori per le Edizioni Ottaviano. 
Nel 1980, con spirito libero e polemico, lascia l'Italia per Parigi, dove ha continuato la sua vita bohémien disegnando e dipingendo quadri bizzarri e murales a fumetti. 
Nel 1991, Nautilus di Torino pubblica un'antologia in volume che raccoglie - e racconta - il suo lavoro: Puzz & Co. 1971-1978 Archiviato il 31 ottobre 2020 in Internet Archive..
Nel 2017 torna a sorpresa in Italia per inaugurare una sua retrospettiva organizzata durante la seconda edizione del festival di fumetti indipendenti AFA (Autoproduzioni Fichissime Andergraund) presso il Leoncavallo, a Milano tenendo una seguita conferenza assieme a Matteo Guarnaccia, Marcello Baraghini, Cataldo Dino Meo, Enzo jannuzzi, Gianluca Umiliacchi.
Si spegne il 20 novembre 2023 in un ospedale di Parigi, all'età di 80 anni.